# Сорочьи майны
Сорочьи майны (лат. Streptocitta) — род воробьиных птиц из семейства скворцовых (Sturnidae). Распространение двух видов ограничено биогеографическим регионом Уоллесия. Представители рода имеют характерное чёрно-белое оперение и длинные хвосты; внешне похожи на сорок.

## Классификация
В состав рода включают два вида: 
| Изображение | Научное название        | Русское название         | Распространение                          |
| ----------- | ----------------------- | ------------------------ | ---------------------------------------- |
|             | Streptocitta albertinae | Сорочья майна Альбертины | острова Талиабу и Манголе (острова Сула) |
|             | Streptocitta albicollis | Белошейная сорочья майна | Сулавеси и близлежащие мелкие острова    |